# Farideh Attar
Prof. Dr. Farideh Attar (فريده عطار, en idioma persa) ( 1952) es una botánica, curadora, fitogeógrafa iraní y profesora de la Universidad de Teherán, en su Herbario Central de la Facultad de Ciencias.

## Algunas publicaciones
- Ahmad Ghahramān, Farideh Attar, Behnam Hamzehe̕e. . 2007. Kish flora and vegetation. Editor K.F.Z. Organiz. 222 pp. ISBN 9640407097

- Ahmad Ghahramān, Behnam Hamzehe̕e, Farideh Attar. 2007. Natural vegetation map of the Kish Island. Editor K.F.Z. Organiz. 48 pp. ISBN 9640407119

- f. Attar, et al. 2007. Micromorphological studies on Verbascum (Scrophulariaceae) in Iran with emphasis on seed surface, capsule ornamentation and trichomes. Flora - Morphology, Distribution, Functional Ecology of Plants 202 (2): 169–175 resumen en línea

- ---------, a. Ghahreman. 2000. Two new species and a new record of the genus Cousinia Cass., sect. Cynaroideae (Asteraceae) from Iran. Iran. J. Bot 8:259–269

- ----------, ----------. 2002. New taxa of genus of Cousinia. Iran. J. Bot 9:161–169

- ----------, ----------, m. Assadi. 2000. A new species of Cousinia Cass. (Asteraceae) from Iran. Pakistan J. Bot 32:293–294

- ----------, ----------, ----------. 2001a. Studies on the genus Cousinia Cass. (Compositae) in Iran. Iran. J. Bot 9:55–62

- ----------, ----------, ----------. 2001b. Three new species of the genus Cousinia Cass. (Asteraceae, sect. Cynaroideae) from Iran. Nordic J. Bot 20:697–700

- ----------, ----------, ----------. 2002. Cousinia zagrica (Asteraceae), a new species from West Iran. Sendtnera 8:5–7

- a. Ghahreman, f. Attar. 1999. Biodiversity of plant species in Iran. Tehran Univ. Publications 2411. 1.171 pp. Teherán

- ----------, m. Iranshahr, f. Attar. 1999. Introducing two new and a rare species of the genus Cousinia Cass., sect. Cynaroideae (Asteraceae). Iran. J. Bot 8:15–22

- ----------, aḥmad Qahramān, f. Attar. 2001. Biodiversity of plant species in Tehran Megalopolis: a history oh Tehran with references to changes in vegetation ; the old Tehran or the Tehran of the garden lanes (Kuche-Bagh (texto en persa). Vol. 2509 de Publicaciones de la Univ. de Teherán. Editor Tehran Univ. Press, 393 pp. ISBN 964034382X

- La abreviatura «Attar» se emplea para indicar a Farideh Attar como autoridad en la descripción y clasificación científica de los vegetales.[2]